# 普雷德莫 (明尼蘇達州)
普雷德莫（英語：Predmore）是位於美國明尼蘇達州奧姆斯特德縣的一個非建制地區。

## 歷史
普雷德莫於1891年成立，得名自當地早期定居者J·W·普雷德莫（J. W. Predmore）。普雷德莫的郵局於1892年設立，其後於1905年停運。

## 地理
普雷德莫所處的海拔為高於海平面376米（即1234英呎），而該地所採用的時區為UTC-6，即北美中部時區（CST）。同時該地設有夏令時間，為UTC-6調快一小時，即UTC-5（CDT）。